# Saint-Jouin-de-Blavou
Saint-Jouin-de-Blavou – miejscowość i gmina we Francji, w regionie Normandia, w departamencie Orne.
Według danych na rok 1990 gminę zamieszkiwały 302 osoby, a gęstość zaludnienia wynosiła 17 osób/km² (wśród 1815 gmin Dolnej Normandii Saint-Jouin-de-Blavou plasuje się na 594. miejscu pod względem liczby ludności, natomiast pod względem powierzchni na miejscu 155.).